# Moji su drugovi

Moji su drugovi ("Mes copains à moi") est une chanson du Serbe Bajaga.

## Texte enserbe
Moji su drugovi
Moji su drugovi biseri rasuti po celom svetu
I ja sam selica pa ih ponekad sretnem u letu
Da l' je to sudbina, il' ko zna šta li je
kad god se sretnemo, uvek se zalije
uvek se završi, s nekom od naših pesama
Moji su drugovi žestoki momci velikog srca
i kad se pije i kad se ljubi i kad se puca
gore, od Aljaske do Australije
kad god se sretnemo, uvek se zalije,
uvek se završi s nekom od naših pesama
Ref:
Da smo živi i zdravi još godina sto
da je pesme i vina i da nas čuva Bog
da su najbolje žene uvek pored nas,
jer ovaj život je kratak i prožuri za čas (X 2)
Za moje drugove ja molim vetrove za puna jedra
puteve sigurne, a noći zvezdane i jutra vedra
da l' je to sudbina il' ko zna šta li je
kad god se sretnemo uvek se zalije
uvek se završi, s nekom od naših pesama
Ref.:
Da smo živi i zdravi još godina sto
da je pesme i vina i da nas čuva Bog
da su najbolje žene uvek pored nas,
jer ovaj život je kratak i prožuri za čas (X 2)

## Traduction
Mes copains à moi
Mes copains à moi sont comme des perles dispersées partout dans le monde
Et moi je suis l'oiseau migrateur, et je les rencontre au vol, de temps en temps
Est-ce donc le destin, ou qui sait qu'est-ce que c'est donc,
chaque fois qu'on se rencontre, toujours ça s'arrose
toujours ça se termine par l'une de nos chansons.
Mes copains à moi sont des gars costauds au grand cœur
Et quand on boit, et quand on aime, et quand on se bat
De là-haut en Alaska, jusqu'en Australie
Chaque fois que nous nous rencontrons, toujours ça s'arrose
Toujours ça se termine avec l'une de nos chansons.
Ref:
Que nous restions vivants et en bonne santé encore une centaine d'années
Qu'il y ait des chansons et du vin, et que Dieu nous garde
Que les femmes les plus belles soient toujours auprès de nous,
Car cette vie-ci est courte, et file en un instant (X 2)
A mes copains à moi je prie pour des vents qui gonflent leurs voiles
Pour des chemins sûrs, et des nuits étoilées, et des matins clairs
Est-ce donc le destin, ou qui sait qu'est-ce que c'est donc,
chaque fois qu'on se rencontre, toujours ça s'arrose
toujours ça se termine par l'une de nos chansons.
Ref.:
Que nous restions vivants et en bonne santé encore une centaine d'années
Qu'il y ait des chansons et du vin, et que Dieu nous garde
Que les femmes les plus belles soient toujours auprès de nous,
Car cette vie-ci est courte, et file en un instant (X 2)